# Emil Wecksten
Emil Odin Wecksten (ur. 28 sierpnia 1895 w Kirkkonummi, zm. 20 grudnia 1985 w Kotce) – fiński zapaśnik. Olimpijczyk z Paryża 1924, gdzie zajął piąte miejsce w wadze półciężkiej, w stylu klasycznym.
Czwarty na mistrzostwach świata w 1921 roku.
Mistrz kraju w stylu klasycznym w 1922 i 1925; drugi w 1924, 1928; trzeci w 1927. Pierwszy w stylu wolnym w 1924 i 1934 roku. 

## Letnie Igrzyska Olimpijskie 1924
| Konkurencja             | Rundy eliminacyjne | Rundy eliminacyjne       | Rundy eliminacyjne | Rundy eliminacyjne      | Rundy eliminacyjne       | Klas. końcowa |
| Konkurencja             | Przeciwnik I       | Przeciwnik II            | Przeciwnik III     | Przeciwnik IV           | Przeciwnik V             | Miejsce       |
| ----------------------- | ------------------ | ------------------------ | ------------------ | ----------------------- | ------------------------ | ------------- |
| 82,5 kg styl klasyczny. | Rudolf Loo (EST) Z | Dante Ceccatelli (ITA) Z | Béla Varga (HUN) Z | Rudolf Svensson (SWE) P | Calle Westergren (SWE) P | 5.            |